# Orthofidonia distinctaria
Orthofidonia distinctaria là một loài bướm đêm trong họ Geometridae.